# Église Saint-Julien de Couleuvre
Pour les articles homonymes, voir Église Saint-Julien.
L'église Saint-Julien est une église catholique située sur la commune de Couleuvre, dans le département de l'Allier, en France.

## Historique
Initié dans la seconde partie du XIIe siècle, l'édifice est classé en totalité au titre des monuments historiques par arrêté du 11 septembre 1915.

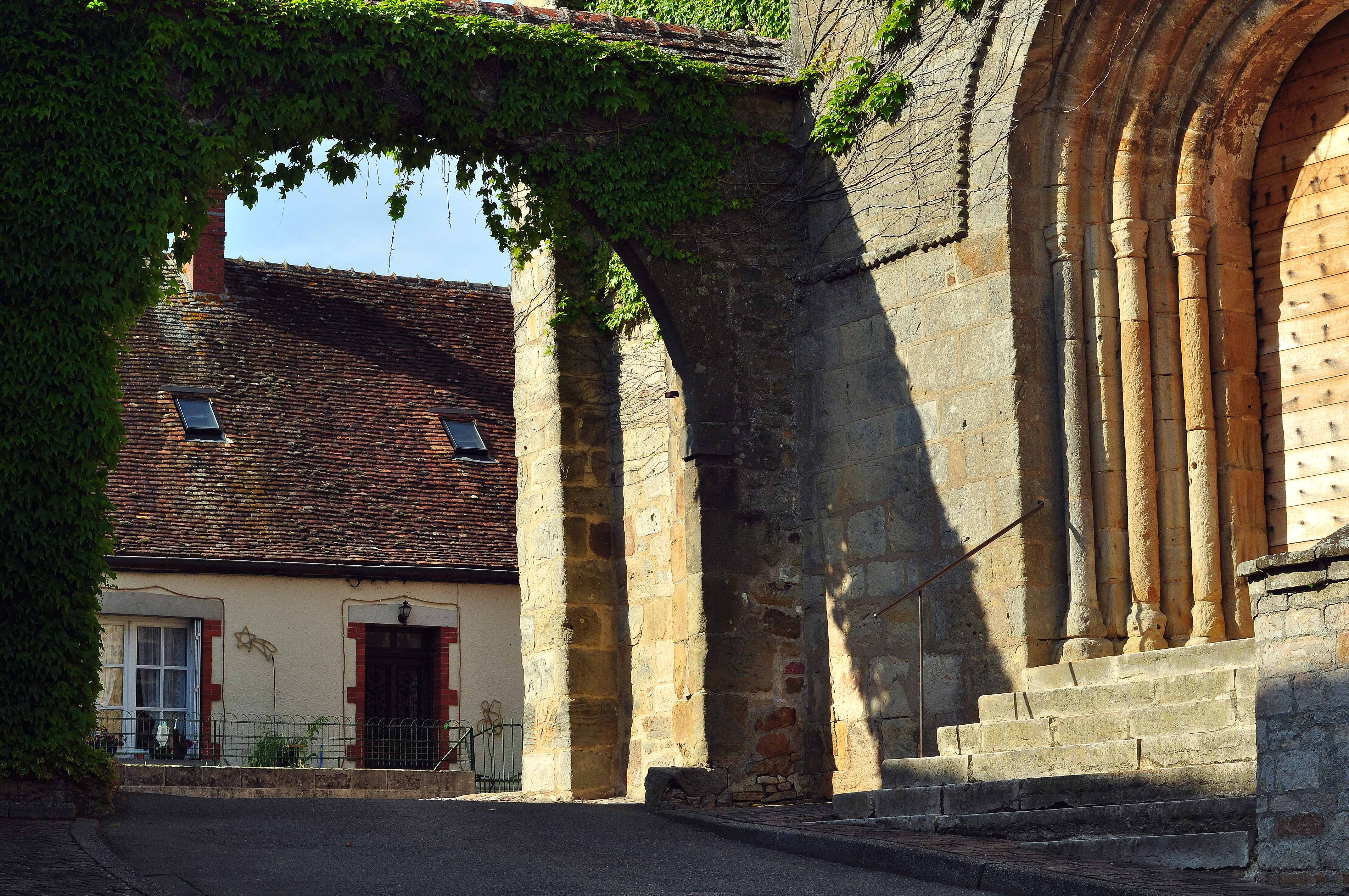
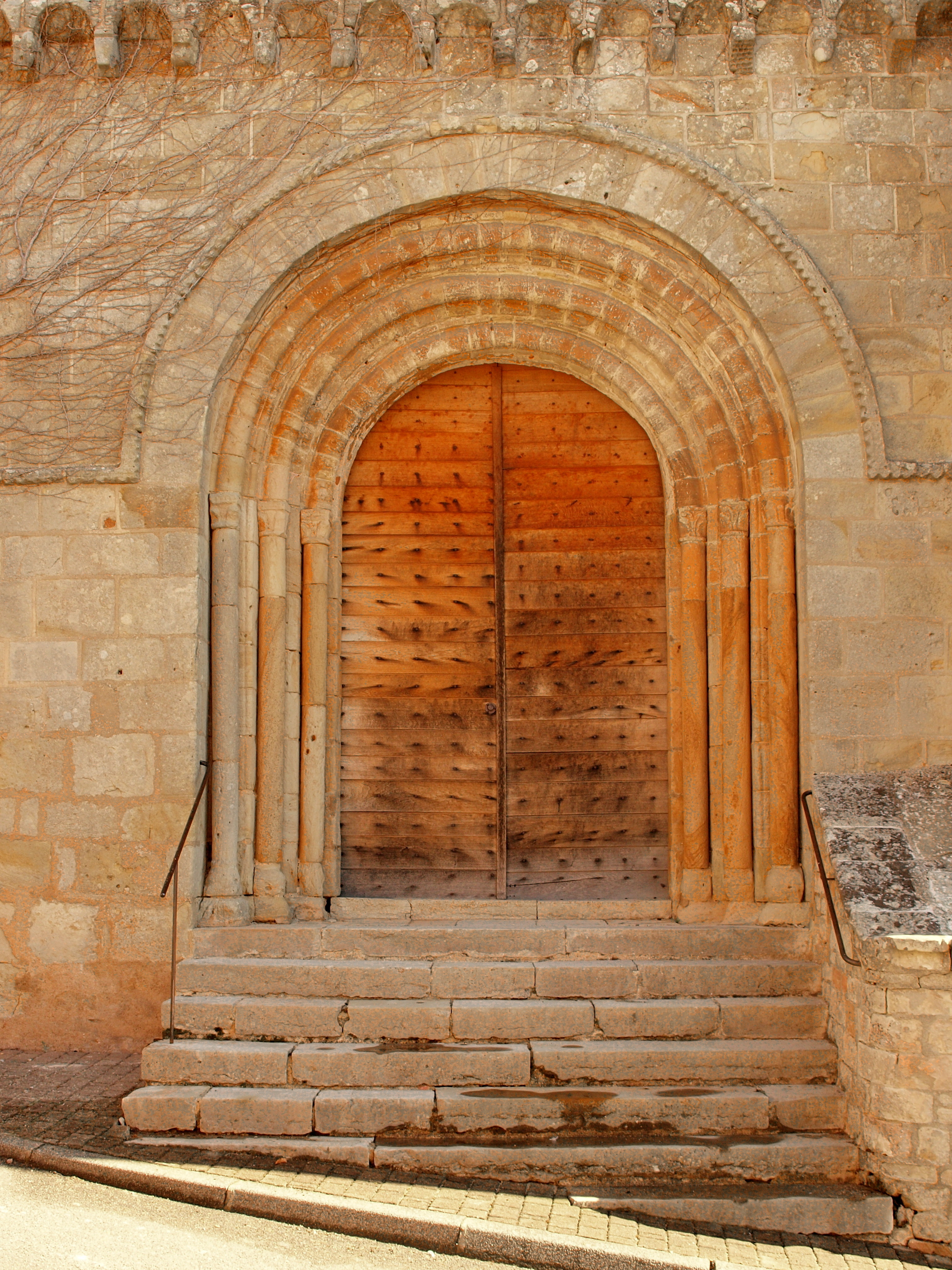
Porche roman.
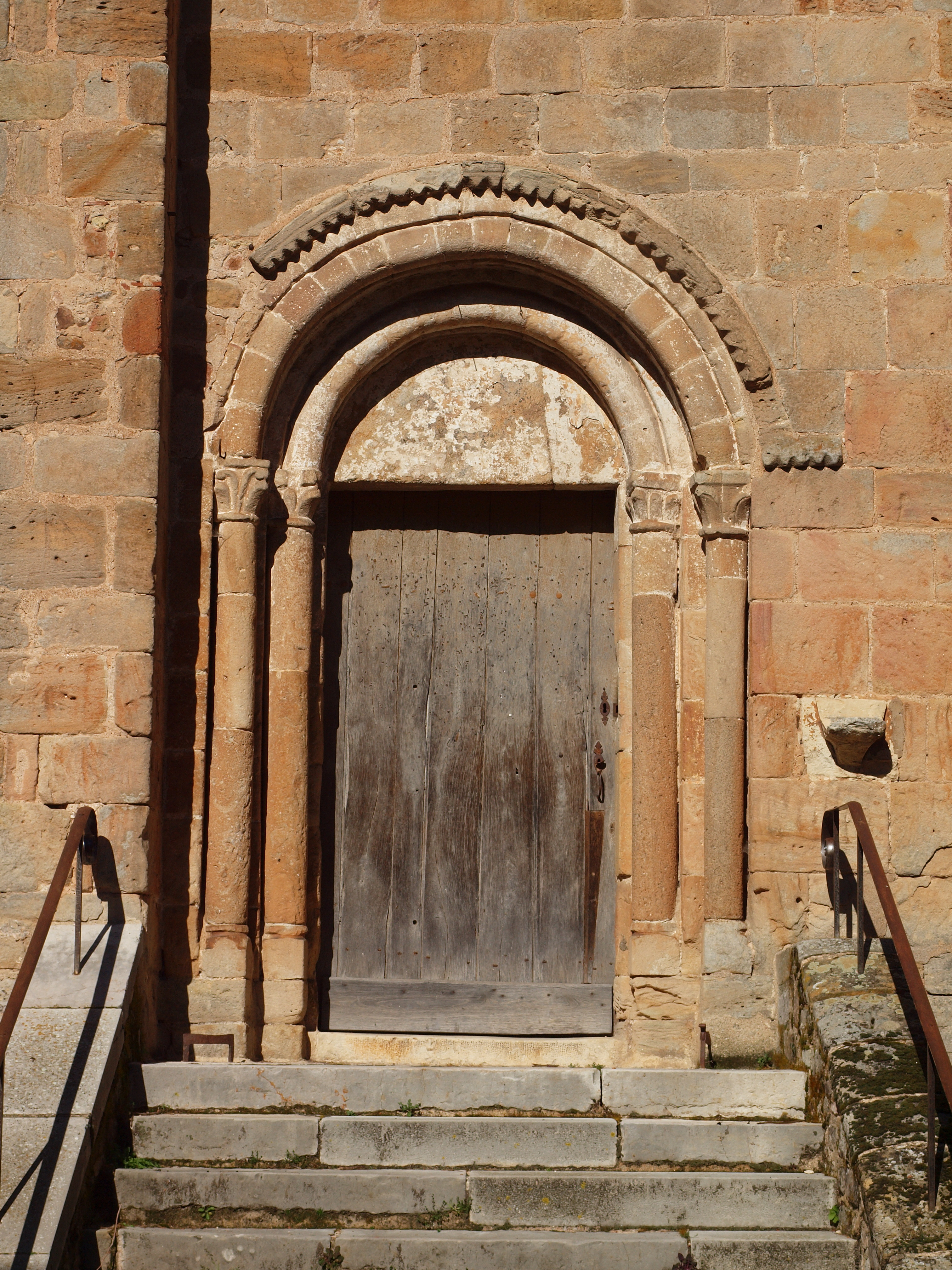
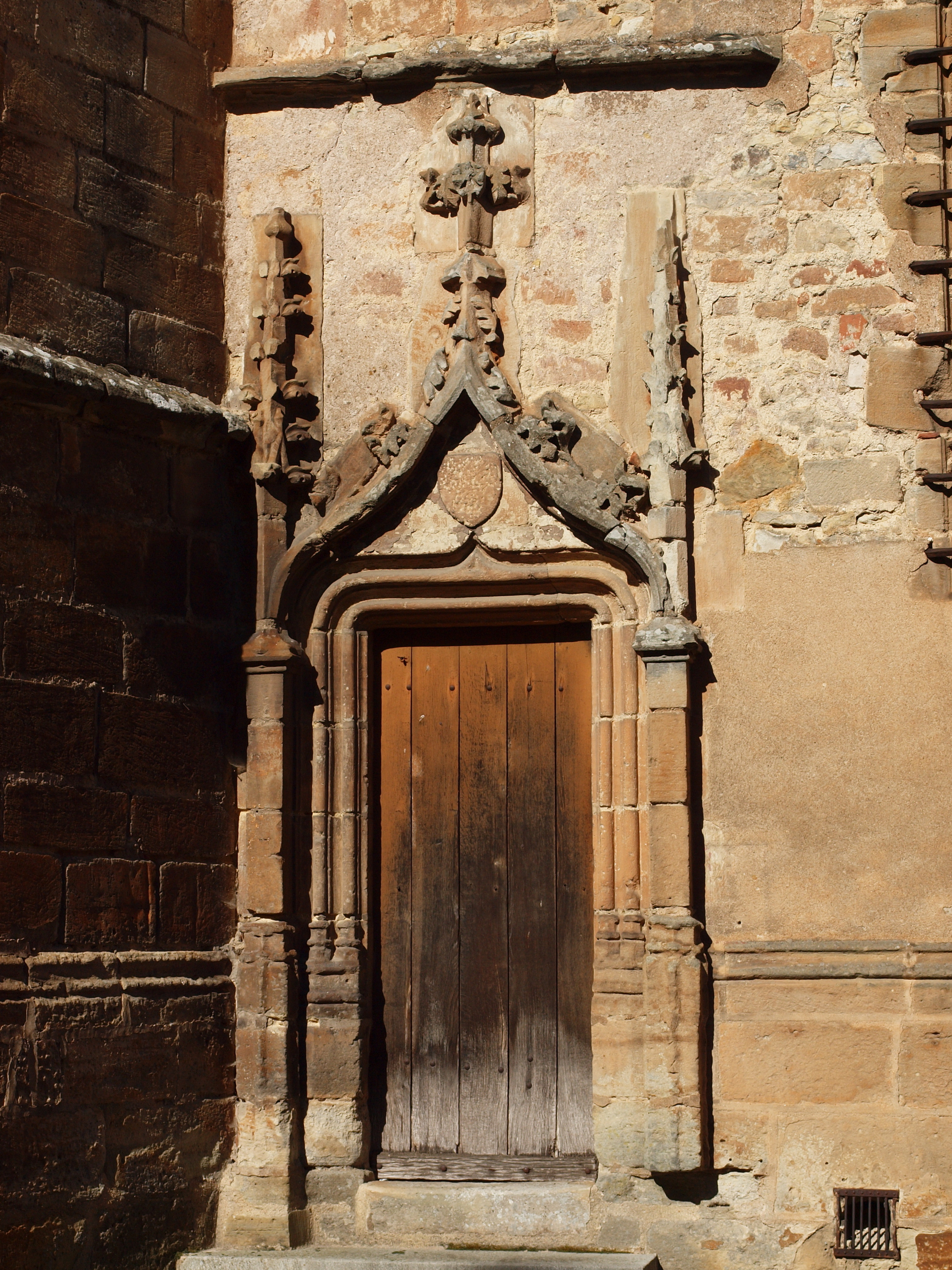
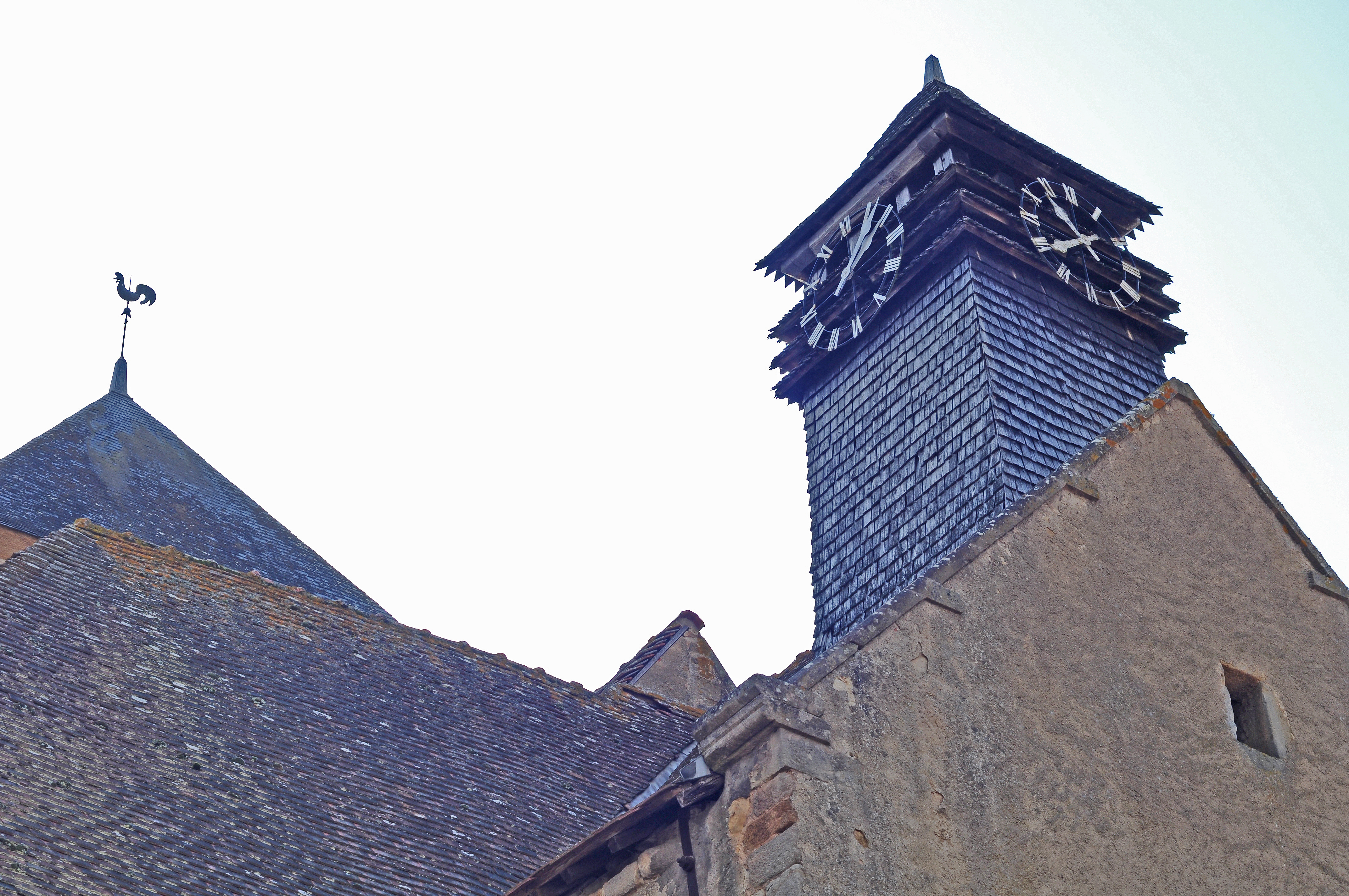
Horloge de l'église, recouverte de bardeaux en bois de châtaignier.